# Eothenomys custos
Eothenomys custos је врста волухарице.

## Распрострањење
Ареал врсте је ограничен на једну државу. Кина је једино познато природно станиште врсте.

## Станиште
Станишта врсте су шуме, планине и бамбусове шуме.

## Угроженост
Ова врста је наведена као последња брига, јер има широко распрострањење и честа је врста.